# 大熊一郎
大熊 一郎（おおくま いちろう、1923年12月15日 - 1986年12月1日）は、日本の経済学者。

## 略歴
東京市浅草区（現台東区）浅草生まれ。1948年慶應義塾大学経済学部卒、大蔵省理財局調査部・大臣官房調査部勤務。1950年健康保険連合会勤務。1954年慶應義塾大学経済学部専任講師となる。同助教授を経て、1963年「フィスカル・ポリシーの理論構造」で経済学博士の学位を取得。同年慶大教授。62歳で在職中に死去した。

## 著書
- 『フィスカル・ポリシーの理論構造』日本評論新社 慶応義塾経済学会経済学研究叢書　1963
- 『おしゃべり 随筆集』創文社 1986
- 『フィスカル・ポリシーの三十年 日本の財政と福祉を考える』勁草書房 1987

### 共編著
- 『財政読本』編 東洋経済新報社 1964
- 『財政政策』高木寿一,古田精司共著 世界書院 経済学全集 1965
- 『国民所得論』浜田文雅共著 日本評論社 双書・BUL　1966
- 『財政学』全3巻　木下和夫,肥後和夫共編 有斐閣双書　1970
- 『理論経済学講義』伊達邦春共編 青林書院新社 1970
- 『現代の日本経済』辻村江太郎共編 日本経済新聞社 1975
- 『財政論』古田精司ほか共著 世界書院 1975
- 『経済学』富田重夫共編著 慶応通信 1981
- 『理論経済学』伊達邦春共編 青林書院新社 1983

### 翻訳
- ジェームス・S.デューゼンベリイ『所得・貯蓄・消費者行為の理論』巌松堂書店 1955
- トーマス・F.ダンバーグ, ダンカン・M.マクドウガル『マクロ経済学 国民所得の測定・理論および安定政策』宇田川璋仁共訳 好学社 1966　のち加藤恵共訳
- ヴィト・タンツィ『経済成長と所得税』東洋経済新報社 1970
- R.マッケンジー, G.タロック『新経済学読本 人間行動の探求』鵜野公郎共訳 秀潤社 1977

## 論文
- <大熊一郎